# Natação nos Jogos Olímpicos de Verão de 2020 - 200 m peito feminino
A competição dos 200 m peito feminino da natação nos Jogos Olímpicos de Verão de 2020 foi disputada entre 28 e 30 de julho de 2021 no Centro Aquático, em Tóquio. Um total de 31 nadadoras de 24 Comitês Olímpicos Nacionais (CON) participaram do evento.

## Qualificação
O tempo de qualificação olímpica ao evento foi de 2min25s52. Até duas nadadoras por Comitê Olímpico Nacional (CON) poderiam se qualificar automaticamente nadando naquele tempo em um evento de qualificação aprovado. Por sua vez, o tempo de seleção olímpica foi de 2min29s89. Até uma nadadora por CON estaria elegível para a qualificação com esse tempo com sua entrada classificada em um ranking até que o número de participantes fosse atingido. CONs sem uma nadadora qualificada em qualquer evento poderiam obter seus lugares através das vagas de universalidade.

## Formato
A competição consiste em três rodadas: preliminares, semifinais e final. As nadadoras com os 16 melhores tempos nas baterias preliminares avançam as semifinais. Já as nadadoras com os 8 melhores tempos nas semifinais avançam a final. Desempates (swim-offs) são utilizados conforme necessário para quebrar os empates de avanço a próxima rodada.

## Calendário
Horário local (UTC+9)
| Data                | Horário | Fase         |
| ------------------- | ------- | ------------ |
| 28 de julho de 2021 | 19:35   | Preliminares |
| 29 de julho de 2021 | 11:55   | Semifinais   |
| 30 de julho de 2021 | 10:40   | Final        |

## Medalhistas
| Ouro   | RSA Tatjana Schoenmaker |
| Prata  | USA Lilly King          |
| Bronze | USA Annie Lazor         |

## Recordes
Antes desta competição, os recordes mundiais e olímpicos da prova eram os seguintes:
| Tipo | Atleta                | Tempo   | Local     | Data                |
| ---- | --------------------- | ------- | --------- | ------------------- |
|      | Rikke Møller Pedersen | 2:19.11 | Barcelona | 1 de agosto de 2013 |
|      | Rebecca Soni          | 2:19.59 | Londres   | 2 de agosto de 2012 |

Os seguintes recordes mundiais e/ou olímpicos foram estabelecidos durante esta competição:
| Data                | Evento       | Atleta                  | Tempo   | Notas            |
| ------------------- | ------------ | ----------------------- | ------- | ---------------- |
| 28 de julho de 2021 | Preliminares | RSA Tatjana Schoenmaker | 2:19.16 | Recorde olímpico |
| 30 de julho de 2021 | Final        | RSA Tatjana Schoenmaker | 2:18.95 | ,                |

## Resultados

### Preliminares
As nadadoras com as 16 primeiras colocações, independente da bateria, avançam as semifinais.
| Pos. | Bateria | Raia | Nadadora                | CON                 | Tempo   | Notas            |
| ---- | ------- | ---- | ----------------------- | ------------------- | ------- | ---------------- |
| 1    | 4       | 4    | Tatjana Schoenmaker     | RSA África do Sul   | 2:19.16 | Q,               |
| 2    | 3       | 5    | Lilly King              | USA Estados Unidos  | 2:22.10 | Q                |
| 3    | 4       | 5    | Evgenia Chikunova       | ROC                 | 2:22.16 | Q                |
| 4    | 2       | 7    | Kaylene Corbett         | RSA África do Sul   | 2:22.48 | Q                |
| 5    | 3       | 4    | Annie Lazor             | USA Estados Unidos  | 2:22.76 | Q                |
| 6    | 2       | 4    | Molly Renshaw           | GBR Grã-Bretanha    | 2:22.99 | Q                |
| 7    | 2       | 3    | Maria Temnikova         | ROC                 | 2:23.13 | Q                |
| 8    | 2       | 1    | Yu Jingyao              | CHN China           | 2:23.17 | Q                |
| 9    | 4       | 2    | Jenna Strauch           | AUS Austrália       | 2:23.30 | Q                |
| 10   | 3       | 2    | Jessica Vall            | ESP Espanha         | 2:23.31 | Q                |
| 11   | 2       | 2    | Fanny Lecluyse          | BEL Bélgica         | 2:23.42 | Q                |
| 12   | 4       | 8    | Sophie Hansson          | SWE Suécia          | 2:23.82 | Q                |
| 13   | 2       | 6    | Francesca Fangio        | ITA Itália          | 2:23.89 | Q                |
| 14   | 4       | 3    | Lisa Mamié              | SUI Suíça           | 2:23.91 | Q                |
| 15   | 2       | 5    | Abbie Wood              | GBR Grã-Bretanha    | 2:24.13 | Q                |
| 16   | 4       | 6    | Kelsey Wog              | CAN Canadá          | 2:24.27 | Q                |
| 17   | 4       | 7    | Abbey Harkin            | AUS Austrália       | 2:24.41 |                  |
| 18   | 3       | 6    | Kanako Watanabe         | JPN Japão           | 2:24.73 |                  |
| 19   | 1       | 4    | Kristýna Horská         | CZE República Checa | 2:25.03 | Recorde nacional |
| 20   | 1       | 6    | Mona McSharry           | IRL Irlanda         | 2:25.08 | Recorde nacional |
| 21   | 4       | 1    | Martina Carraro         | ITA Itália          | 2:26.17 |                  |
| 22   | 3       | 7    | Marina García Urzainqui | ESP Espanha         | 2:26.21 |                  |
| 23   | 1       | 2    | Kotryna Teterevkova     | LTU Lituânia        | 2:26.82 |                  |
| 24   | 1       | 3    | Melissa Rodríguez       | MEX México          | 2:26.87 |                  |
| 25   | 1       | 5    | Eszter Békési           | HUN Hungria         | 2:26.89 |                  |
| 26   | 3       | 1    | Alina Zmushka           | BLR Bielorrússia    | 2:27.59 |                  |
| 27   | 1       | 7    | Eneli Jefimova          | EST Estônia         | 2:27.87 |                  |
| 28   | 2       | 8    | Anastasia Gorbenko      | ISR Israel          | 2:28.41 |                  |
| 29   | 3       | 8    | Julia Sebastián         | ARG Argentina       | 2:29.55 |                  |
| 30   | 1       | 1    | Andrea Podmaníková      | SVK Eslováquia      | 2:29.56 |                  |
| 31   | 1       | 8    | Phee Jinq En            | MAS Malásia         | 2:32.57 |                  |
| 32   | 3       | 3    | Sydney Pickrem          | CAN Canadá          | DNS     |                  |

### Semifinais
As nadadoras com as 8 primeiras colocações, independente da bateria, avançam a final.
| Pos. | Bateria | Raia | Nadadora            | CON                | Tempo   | Notas |
| ---- | ------- | ---- | ------------------- | ------------------ | ------- | ----- |
| 1    | 2       | 4    | Tatjana Schoenmaker | RSA África do Sul  | 2:19.33 | Q     |
| 2    | 2       | 5    | Evgenia Chikunova   | ROC                | 2:20.57 | Q     |
| 3    | 2       | 3    | Annie Lazor         | USA Estados Unidos | 2:21.94 | Q     |
| 4    | 1       | 5    | Kaylene Corbett     | RSA África do Sul  | 2:22.08 | Q     |
| 5    | 1       | 4    | Lilly King          | USA Estados Unidos | 2:22.27 | Q     |
| 6    | 2       | 8    | Abbie Wood          | GBR Grã-Bretanha   | 2:22.35 | Q     |
| 7    | 1       | 3    | Molly Renshaw       | GBR Grã-Bretanha   | 2:22.70 | Q     |
| 8    | 2       | 7    | Fanny Lecluyse      | BEL Bélgica        | 2:23.73 | Q     |
| 9    | 2       | 2    | Jenna Strauch       | AUS Austrália      | 2:24.25 |       |
| 10   | 1       | 7    | Sophie Hansson      | SWE Suécia         | 2:24.28 |       |
| 11   | 2       | 6    | Maria Temnikova     | ROC                | 2:24.69 |       |
| 12   | 1       | 6    | Yu Jingyao          | CHN China          | 2:24.76 |       |
| 13   | 1       | 2    | Jessica Vall        | ESP Espanha        | 2:24.87 |       |
| 14   | 1       | 1    | Lisa Mamié          | SUI Suíça          | 2:25.11 |       |
| 15   | 2       | 1    | Francesca Fangio    | ITA Itália         | 2:27.56 |       |
| 16   | 1       | 8    | Kelsey Wog          | CAN Canadá         | DSQ     |       |

### Final
As três nadadoras mais rápidas na final conquistaram as medalhas.
| Pos. | Raia | Nadadora            | CON                | Tempo   | Notas           |
| ---- | ---- | ------------------- | ------------------ | ------- | --------------- |
| 01 ! | 4    | Tatjana Schoenmaker | RSA África do Sul  | 2:18.95 | Recorde mundial |
| 02 ! | 2    | Lilly King          | USA Estados Unidos | 2:19.92 |                 |
| 03 ! | 3    | Annie Lazor         | USA Estados Unidos | 2:20.84 |                 |
| 4    | 5    | Evgenia Chikunova   | ROC                | 2:20.88 |                 |
| 5    | 6    | Kaylene Corbett     | RSA África do Sul  | 2:22.06 |                 |
| 6    | 1    | Molly Renshaw       | GBR Grã-Bretanha   | 2:22.65 |                 |
| 7    | 7    | Abbie Wood          | GBR Grã-Bretanha   | 2:23.72 |                 |
| 8    | 8    | Fanny Lecluyse      | BEL Bélgica        | 2:24.57 |                 |

Legenda
| Recorde mundial      | Recorde mundial (World record)               |                       | Recorde africano                      | Recorde africano (African) |                                           | Q | Classificado por posição (Qualified) |
| Recorde olímpico     | Recorde olímpico (Olympic record)            | Recorde da América    | Recorde da América (Americas)         | q                          | Classificado por melhor tempo (Qualified) |   |                                      |
| Melhor marca do ano  | Melhor marca do ano (World leading)          | Recorde asiático      | Recorde asiático (Asian)              | DNS                        | Não largou (Did not start)                |   |                                      |
| Recorde nacional     | Recorde nacional (National record)           | Recorde europeu       | Recorde europeu (European)            | DNF                        | Não terminou (Did not finish)             |   |                                      |
| Recorde pessoal      | Recorde pessoal do atleta (Personal best)    | Recorde da Oceania    | Recorde da Oceania (Oceania)          | DSQ / DQ                   | Desclassificado (Disqualified)            |   |                                      |
| Recorde da temporada | Recorde da temporada do atleta (Season best) | Recorde sul-americano | Recorde sul-americano (South America) | NM                         | Sem marca (No mark)                       |   |                                      |